# Bodianus macrourus
Bodianus macrourus is een straalvinnige vissensoort uit de familie van de lipvissen (Labridae). De wetenschappelijke naam van de soort werd in 1801 gepubliceerd door Bernard Germain de Lacépède.
De soort staat op de Rode Lijst van de IUCN als niet bedreigd, beoordelingsjaar 2008.